# إبكوريتاماب
إبكوريتاماب، الذي يُباع تحت الإسم التجاري إبكينلي، هو دواء يستخدم لعلاج سرطان الغدد الليمفاوية في الخلايا البائية الكبيرة المنتشرة (DLBCL).  يستخدم بالأساس عندما لا تكون العلاجات الأخرى فعالة.  ويعطى عن طريق الحقن تحت الجلد . 
تشمل الآثار الجانبية الشائعة ما يلي: متلازمة إفراز السيتوكين، و التعب، و آلام العضلات و العظام، و تفاعلات موقع الحقن، و الحمى، وآلام البطن، و الغثيان ، و الإسهال.  قد تشمل الآثار الجانبية الأخرى العدوى وانخفاض خلايا الدم كذلك.  أما استخدامه في الحمل فقد يضر الجنين.  وهو عبارة عن جسم مضاد أحادي النسيلة وهو مُشتبك لخلايا CD3 T ثنائية النوعية موجهة لـ CD20 . 
تمت الموافقة على استخدام إبكوريتاماب طبيًا في الولايات المتحدة في عام 2023.  و تبلغ تكلفته حوالي 18000 دولار أمريكي للجرعة الواحدة اعتبارًا من عام 2023. 